# Oradour-sur-Glane
Oradour-sur-Glane je vas v Franciji. 

## Zgodovina
10. junija 1944 so pripadniki nemške 2. SS-tankovske divizije »Das Reich«, zaradi napada francoskih partizanov dan pred tem, zajeli in nato pobili vseh 648 prebivalcev, vključno 247 otrok, zatem pa požgali celotno vas. 
Ruševin požgane vasi niso nikoli obnovili, po vojni so francoske oblasti vas ponovno zgradile, vendar na bližnji lokaciji. 